# Diodotos I của Bactria
Diodotos I Soter (Tiếng Hy Lạp: Διόδοτος Σωτήρ; tên hiệu của ông có nghĩa là "Vị cứu tinh"; ông sinh vào khoảng năm 285 TCN – mất vào khoảng năm 235 TCN) là vị vua đã sáng lập nên vương quốc Hy Lạp-Bactria. Vào thủa đầu sự nghiệp, ông giữ chức satrap của nhà Seleukos ở Bactria. Tới khoảng năm 255 hoặc 245 TCN, Diodotos đã tuyên bố độc lập thoát khỏi sự cai trị của nhà Seleukos và sáng lập nên vương quốc Hy Lạp-Bactria, vương quốc này sau đó đã tồn tại tới tận thế kỷ thứ 1 TCN. Trong suốt triều đại của mình, ông đã tiến hành chiến tranh với người Parthia và cho đúc những đồng tiền với tên và chân dung riêng của mình. Ông qua đời vào khoảng năm 235 TCN và người con trai của ông tên là Diodotos II đã kế vị.
Apollodoros của Artemita đã ghi chép lại về cuộc đời của Diodotos trong tác phẩm Lịch sử Parthia thế nhưng tác phẩm này hiện nay đã không còn nữa và những tác phẩm khác chỉ đề cập thoáng qua về ông. Do đó, phần lớn các thông tin về cuộc đời và sự nghiệp của Diodotos chủ yếu được phục dựng lại nhờ vào những nghiên cứu về tiền xu.

## Bối cảnh và chức tổng trấn

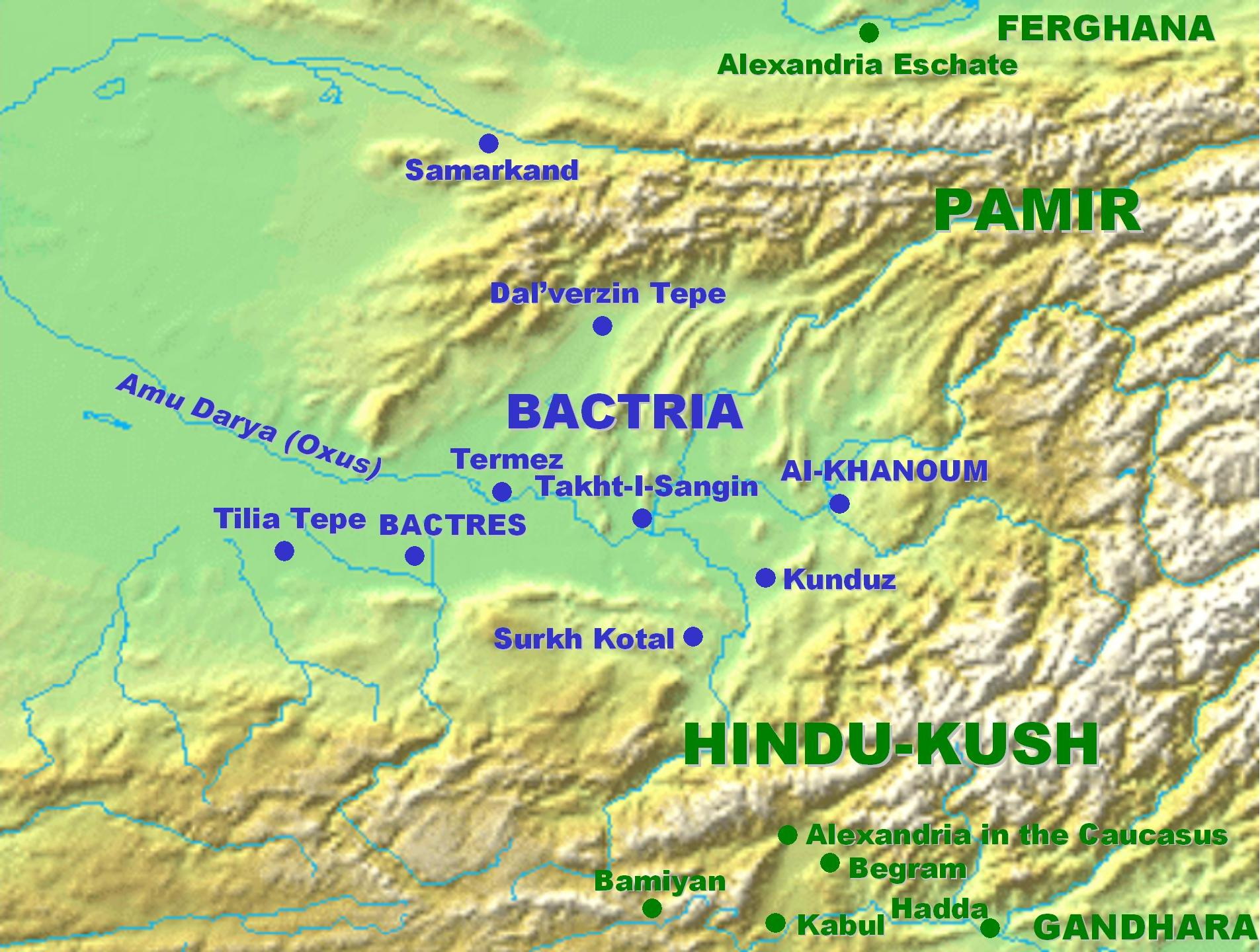
Bản đồ các di chỉ quan trọng tại Bactria.

Vùng đất Bactria nằm bao quanh thung lũng sông Oxus và ngày nay nó thuộc địa phận của Afghanistan và Tajikistan, Alexandros Đại đế chinh phục vùng đất này trong giai đoạn từ năm 329 tới năm 327 TCN và sau đó ông đã cho định cư nhiều cựu binh sĩ của mình tại vùng đất này. Trong giai đoạn các cuộc chiến tranh nổ ra liên miên sau khi Alexandros qua đời vào năm 323 TCN, vùng đất này đã được hưởng quyền tự trị rộng rãi cho tới khi Seleukos I sáp nhập vùng đất này vào đế quốc Seleukos của ông ta trong giai đoạn từ năm 308 tới năm 305 TCN cùng với những vùng lãnh thổ khác mà Alexandros đã chinh phục ở Iran và Trung Á. Seleukos đã tin tưởng giao phó vùng đất này lại cho người con trai của mình tên là Antiochos I vào khoảng năm 295 TCN. Trong khoảng thời gian từ năm 295 tới năm 281 TCN, Antiochos I đã củng cố vững chắc sự thống trị của nhà Seleukos đối với khu vực này. Khu vực này được phân chia thành nhiều tỉnh khác nhau và Bactria là một trong số đó. Antiochos đã cho thành lập mới và xây dựng lại nhiều thành phố khác theo khuôn mẫu của các thành phố Hy Lạp, ông cũng lập ra nhiều xưởng đúc tiền để đúc những đồng tiền xu theo tiêu chuẩn Attica. Sau khi trở thành vua của đế quốc Seleukos vào năm 281 TCN, Antiochos I lại tiếp tục giao phó lại khu vực phía đông cho người con trai là Antiochos II, ông ta đã đảm nhiệm vai trò này cho tới khi lên ngôi vua vào năm 261 TCN.
Nơi sinh và năm sinh của Diodotos hiện vẫn chưa được tìm ra. Ông có thể đã trở thành satrap (tổng đốc) của Bactria vào giai đoạn Antiochos II cai quản khu vực phía đông của đế quốc Seleukos, tức là khoảng một thế hệ sau khi nhà Seleukos áp đặt sự cai trị ở khu vực này. Theo nhật ký thiên văn học của người Babylon thì một vị satrap của Bactria đã gửi 20 con voi chiến tới Babylon vào đầu năm 273 TCN để đóng góp binh lực cho quân đội nhà Seleukos trong cuộc chiến tranh Syria lần thứ nhất chống lại nhà Ptolemaios ở Ai Cập. Vị satrap này có thể là Diodotos hoặc là người tiền nhiệm của ông. Các bằng chứng khảo cổ học cho giai đoạn này lại phần lớn đến từ các cuộc khai quật diễn ra ở thành phố Ai-Khanoum, các dấu tích khảo cổ học tại đây cho thấy rằng hệ thống tưới tiêu cùng với các công trình dân sự đã được xây dựng và mở rộng, ngoài ra còn có bằng chứng về việc diễn ra các hoạt động quân sự mà có thể là các cuộc tấn công đến từ những bộ lạc du mục ở Trung Á. Có thể là trong giai đoạn đảm nhiệm chức satrap, Diodotos đã tham gia vào những sự kiện này thế nhưng không có điều nào được ghi chép lại.

## Xưng vương
Thời điểm Diodotos tuyên bố độc lập thoát khỏi sự cai trị của nhà Seleukos và sáng lập nên vương quốc Hy Lạp-Bactria hiện vẫn chưa được rõ ràng. Sự kiện này chỉ được nhà sử học La Mã là Justinus đề cập một cách ngắn gọn:
Vị tổng đốc của hàng nghìn thành phố ở Bactria là Diodotos  đã phản bội và tự xưng làm vua; toàn bộ các dân tộc khác ở phương Đông đã bắt chước ông ta và thoát khỏi sự cai trị của người Macedonia.[tức là nhà Seleukos].— Justin Bản tóm tắt của Pompeius Trogus 41.4
Thông tin về sự kiện này đã được ghi chép lại trong các tác phẩm cổ đại như sau:
- Justinus nói rằng cuộc nổi loạn này diễn ra 'gần cùng với thời điểm' người Parni chinh phục Parthia từ tay của nhà Seleukos, tuy nhiên ông lại nhầm lẫn về thời điểm diễn ra sự kiện này, ông xác định là vào năm 256 TCN dưới triều đại của Seleukos II (246-225 TCN).[7]
- Strabo tiếp đó lại ghi rằng vị thủ lĩnh của người Parni là Arsaces đã đóng quân ở Bactria trước khi chinh phạt Parthia. Theo Strabo thì Diodotos đã đánh đuổi Arsaces khỏi Bactria và vẫn tiếp tục duy trì sự thù địch đối với người Parni.[8]
- Ammianus Marcellinus xác định cuộc nổi loạn của người Parthia diễn ra dưới triều đại của Seleukos (II?).[9]
- Trong tác phẩm Lịch sử Parthia đã thất lạc của Arrianus, ông ta dường như đã ghi lại rằng vị satrap của nhà Seleukos bị người Parthia lật đổ là do Antiochos II bổ nhiệm.[10]
- Theo Appianus, cuộc nổi loạn của người Parthia diễn ra vào năm 246 TCN, nó sảy ra sau khi Ptolemaios III chinh phục khu vực Syria và Babylon của nhà Seleukos trong cuộc chiến tranh Syria lần thứ ba.[11] Theo tấm bia đá Adulis được Ptolemaois III dựng lên để kỷ niệm sự kiện này thì Bactria nằm trong số những vùng đất bị ông ta chinh phục, điều này mang tính cường điệu hơn là sự thực thế nhưng nó có thể chỉ ra rằng Bactria vẫn là một phần của đế quốc Seleukos vào thời điểm đó.[12]

Các nhà nghiên cứu đã đưa ra hai niên đại khác nhau cho sự kiện này, 'niên đại xa' dành cho sự kiện xưng vương của Diodotos là vào khoảng năm 255 TCN dưới triều đại của Antiochos II và 'niên đại gần' cho sự kiện này là vào năm 245 TCN, thời điểm bắt đầu triều đại của vua Seleukos II. Một số học giả đã tỏ vẻ bi quan về khả năng có thể giải quyết được vấn đề gây tranh cãi này dựa trên những bằng chứng sẵn có. Frank Holt lập luận rằng tiến trình độc lập đã diễn ra một cách từ từ bởi vì Diodotos cùng với các vị satrap miền đông khác của nhà Seleukos vốn dĩ đã có được quyền tự quyết nhiều hơn thay vì là một sự kiện duy nhất. Theo quan điểm của ông thì tiến trình này đã bắt đầu từ thập niên 250 TCN và hoàn tất dưới triều đại của Seleukos II. Bằng chứng khảo cổ học cho thấy rằng không hề có sự đứt quãng hay phá hủy trong giai đoạn này. Quá trình này dường như đã diễn ra một cách êm thấm.
Sau khi tự xưng vương, Diodotos đã phân chia những vùng đất mà ông cai trị thành các tỉnh khác nhau và mỗi tỉnh lại có một vị satrap khác nhau. Hai tỉnh Aspionus và Turiva (có lẽ là Tapuria) được thành lập ở khu vực biên giới với Parthia. Các nhà khảo cổ học đã xác định được một số thành phố có thể là thủ phủ của những tỉnh này, chúng là Emshi Tepe ở Sar-e Pol, Dalverzin Tepe ở khu vực thung lũng sông Surxondaryo, và Kobadian ở khu vực thung lũng sông Kofarnihon. Chúng ta hiện vẫn chưa rõ là Diodotos đã đặt kinh đô và xưởng đúc tiền chính của ông ở Ai-Khanoum hay tại Bactra.
Các tác phẩm cổ đại đã ca ngợi sự thịnh vượng của vương quốc mới này. Justinus gọi nó là "đế chế cực kỳ thịnh vượng có tới cả ngàn thành phố ở Bactria.", trong khi nhà địa lý Strabo thì lại nói rằng:
Những người Hy Lạp nổi loạn ở Bactria đã trở nên vô cùng hùng mạnh nhờ vào sự phì nhiêu của xứ sở mà họ làm chủ, không chỉ ở mỗi Ariana mà còn ở cả Ấn Độ, theo những gì Apollodoros của Artemita thuật lại thì: số bộ lạc mà họ đã chinh phục còn nhiều hơn của Alexandros…  Các thành phố của họ là Bactra (tên gọi khác của nó là Zariaspa, cùng tên với dòng sông chảy ngang qua nó và đổ vào sông Oxus), và Darapsa, và một vài thành phố khác.— Địa lý của Strabo. 11.11.1

Sau khi lên ngôi, Diodotos vẫn tiếp tục coi người Parthia là kẻ thù của mình cho tới khi ông qua đời. Justinus nhấn mạnh tới vị thế bấp bênh của Arsaces khi ông ta bị kẹp giữa nhà Seleukos ở phía Tây và Diodotos ở phía đông tuy nhiên ông lại không rõ là cả hai thế lực này có hợp tác với nhau không.
Diodotos có thể đã qua đời một cách yên bình vào năm 235 TCN. Người con trai của ông là Diodotos II đã lên kế vị ngay sau đó. Vị tân vương đã ký kết một hiệp ước với người Parthia và hỗ trợ cho Arsaces chống lại vua Seleukos II vào năm 228 TCN. Tuy nhiên, triều đại của Diodotos II không kéo dài được lâu, Euthydemos I đã lật đổ triều đại của Diodotos II và sáng lập ra triều đại Euthydemos.

### Tiền xu
Trước khi Diodotos xưng vương, ở Bactria đã có sẵn một xưởng đúc tiền được đặt tại thành phố Ai-Khanoum hoặc là tại Bactra, xưởng đúc này đúc những đồng tiền xu hoàng gia với tên và chân dung của các vị vua nhà Selekos ở mặt trước cùng với hình ảnh vị thần bảo trợ của nhà Seleukos là thần Apollo đang ngồi trên một omphalus ở mặt sau. Khi còn đang giữ chức satrap, Diodotos đã tiếp tục cho phát hành những đồng tiền xu với tên của vua Antiochos II. Chúng bao gồm các đồng stater bằng vàng, đồng tetradrachm, drachm và hemidrachm bằng bạc cùng một số tiền xu bằng đồng. Dường như không có bất cứ đồng tiền xu nào trong số này được phát hành với chất lượng tốt.
Có thể khi vẫn đang giữ chức satrap, Diodotos đã cho lưu hành một mẫu tiền xu mới gồm hai loại là đồng tetradrachm bằng bạc và một số lượng nhỏ những đồng xtatơ bằng vàng. Mặt trước của những đồng xu này có hình ảnh phần đầu của một người đàn ông đang đeo một dải băng quấn vòng quanh đầu cùng với hai đoạn xõa xuống lưng, đây chính là biểu tượng đại diện cho vương quyền của người Hy Lạp và được sử dụng từ thời của Alexandros đại đế trở đi. Hình ảnh này dường như dần dần thay đổi theo thời gian, điều này cho thấy rằng đây dường như là chân dung thực tế của Diodotos. Ở mặt sau của những đồng tiền xu này, bức chân dung thần Apollo của nhà Seleukos đã bị thay thế bằng hình ảnh thần Zeus đang chuẩn bị ném tia sét của vị thần này. Việc lựa chọn thần Zeus có thể mang dụng ý đó là một sự ám chỉ về chính bản thân Diodotos bởi vì tên của ông trong tiếng Hy Lạp có nghĩa là 'Món quà của Zeus'. Ngoài ra, chúng có thể gợi nhớ về loại tiền xu được Seleukos I cho đúc thủa ban đầu với hình ảnh ở mặt sau giống hệt. Dòng chữ khắc trên mặt sau của những đồng tiền này vẫn còn được đọc là ΒΑΣΙΛΕΩΣ ΑΝΤΙΟΧΟΥ ('Vua Antiochos'). Mặc dù những đồng xu này đã cho thấy uy quyền của Diodotos nhưng vẫn có một mức độ mập mờ nhất định về sự độc lập của ông.
Trong những lần phát hành tiếp theo đối với loại tiền xu mới này, Diodotos đã cho khắc thêm một vòng hoa ở phía bên trái của thần Zeus. Bởi vì hình tượng vòng hoa là biểu tượng cho chiến thắng của người Hy Lạp cho nên Frank Holt đưa ra giả thuyết cho rằng vòng hoa này là để kỉ niệm một chiến thắng của Diodotos trước người Parthia và chiến thắng này cũng đã giúp cho ông có được tên hiệu soter (vị cứu tinh). Những vị vua Hy Lạp hóa khác như Antiochos I Soter và Attalos I Soter cũng đã sử dụng tên hiệu này để kỷ niệm chiến thắng của họ trước mối đe dọa hiện hữu tới từ người rợ. Diodotos có lẽ cũng đã như vậy, ông có thể đã nhân cơ hội này để xưng vương (basileus) giống với những gì Attalos I đã làm.
Niên đại của những đồng xu này hiện vẫn chưa được xác định rõ. Frank Holt cho rằng niên đại của chúng là vào khoảng năm 250 TCN. Những đồng xu này có thể đã được đúc đồng thời tại hai xưởng đúc tiền— một phiên bản với bức chân dung già dặn hơn ('Loại A') và một phiên bản khác với bức chân dung trẻ hơn ('Loại C và E'). 'Loại A & C' thường được cho là đúc tại xưởng đúc tiền ở Ai-Khanoum/Bactra còn của 'loại E' thì vẫn chưa được xác định. Holt đưa ra giả thuyết rằng bức chân dung trẻ hơn là của Diodotos II và ông ta đã đồng trị vì với Diodotos I. Sau một giai đoạn đứt quãng, cả hai xưởng đúc tiền sau đó chỉ đúc những đồng xu với bức chân dung trẻ hơn cùng với dòng chữ khắc bằng tiếng Hy Lạp được đọc là ΔΙΟΔΟΤΟΥ ('Diodotos', loại D và F). Holt cho rằng nguyên nhân của sự gián đoạn này là do Diodotos I đã qua đời và Diodotos II lên kế vị ông sau đó.
Diodotos II sau này đã cho ban hành một số đồng tetradrachm với hình ảnh mang tính 'lí tưởng hóa' nhiều hơn của Diodotos I ('loại B'). Diodotos còn xuất hiện trên những đồng tiền xu kỷ niệm của các vị vua Hy Lạp-Bactria sau này như Agathocles và Antimachos. Những đồng tiền xu này mô phỏng theo thiết kế ban đầu của đồng tetradrachm được Diodotos I ban hành và dòng chữ khắc ở bên mặt sau của chúng là ΔΙΟΔΟΤΟΥ ΣΩΤΗΡΟΣ (' Diodotos Soter').
Diodotos cũng cho lưu hành một dạng tiền xu bằng đồng ('Loại G'). Dạng tiền xu này có hai loại đơn vị: một 'chalkous' (nặng 4.2 g và đường kính từ 14–18 mm) có giá trị bằng 1/48 đồng drachm bằng bạc và một đồng 'dichalkon' (nặng khoảng 8.4 g và có đường kính 20–24 mm). Ở trên mặt sau của những đồng tiền này là hình ảnh của thần Hermes đang đội một chiếc mũ petasos và ở mặt trước là hình ảnh hai caducei (cây gậy có cánh này là hình ảnh tượng trưng cho thần Hermes) bắt chéo nhau cùng với dòng chữ Hy Lạp đọc là ΒΑΣΙΛΕΩΣ ΑΝΤΙΟΧΟΥ ('Vua Antiochos'). Những đồng tiền xu bằng đồng cũng trải qua một giai đoạn đứt quãng giống với các đồng xu bằng vàng và bạc, dòng chữ khắc trên những đồng tiền xu bằng đồng sau này được đọc là ΔΙΟΔΟΤΟΥ ('Vua Diodotos', 'Loại H'). Những đồng tiền xu bằng đồng này được tìm thấy rất nhiều trong các cuộc khai quật ở Ai-Khanoum.

## Gia đình
Người thân duy nhất của Diodotos I được sử sách ghi lại chính là người con trai Diodotos II. W. W. Tarn nêu giả thuyết cho rằng Diodotos I đã cưới một người con gái của vua Antiochos II làm người vợ thứ hai của mình vào khoảng năm 246 TCN. Ông ta xác định năm sinh của người vợ thứ hai này là vào năm 266 TCN và gọi bà là 'Apama'. Tarn tiếp đó còn cho rằng một công chúa đã được sinh ra từ cuộc hôn nhân này vào khoảng năm 250 TCN, bà ta sau này kết hôn với Euthydemos I, vị vua đã lật đổ triều đại của Diodotos II. Tuy nhiên, hiện không có bằng chứng nào minh chứng cho sự tồn tại của 'Apama' và vị công chúa trên.